# Luke Laird

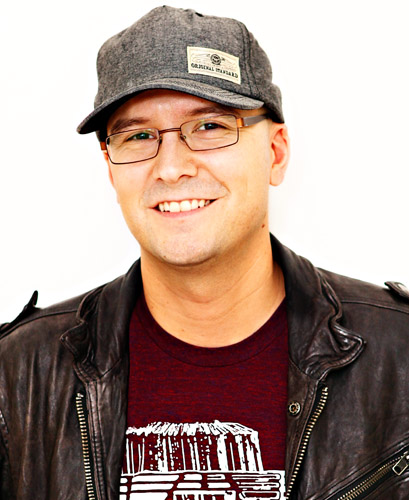
Luke Laird (2012)

Luke Robert Laird (* 4. Mai 1978 in Hartstown, Pennsylvania) ist ein US-amerikanischer Country-Songwriter und Musikproduzent. Er hat über 20 Nummer-eins-Hits in den Billboard-Country-Charts geschrieben und zählt zu den prägenden Figuren der modernen Country-Musik. Für seine Arbeit mit Kacey Musgraves gewann er zwei Grammy Awards.

## Frühes Leben
Laird wuchs in Hartstown, Pennsylvania, auf und begann bereits in der Grundschule, Songs zu schreiben und Gitarre zu spielen. Ein Randy-Travis-Konzert während seiner Schulzeit weckte sein Interesse an Songwriting und Produktion. Er studierte ab 1997 an der Middle Tennessee State University und schloss 2001 mit einem Abschluss in Recording Industry Management ab.

## Karriere
Nach seinem Umzug nach Nashville arbeitete Laird zunächst als Tourmanager-Assistent für Brooks & Dunn, bevor er 2002 einen Verlagspakt bei BMG Music erhielt. Sein erster veröffentlichter Song, Painless für Lee Ann Womack (2005), markierte den Beginn seiner Karriere. 2007 gelang ihm mit So Small für Carrie Underwood sein erster Nummer-eins-Hit, der drei Wochen an der Chartspitze verblieb und Platinstatus erreichte. Weitere erfolgreiche Titel sind Pontoon (Little Big Town), American Kids (Kenny Chesney) und Give Me Back My Hometown (Eric Church).
Laird ist Mitautor von über 260 veröffentlichten Songs, darunter Crossover-Projekte mit Pop-Musikern wie Ne-Yo und John Legend. Als Mitproduzent war er am Album Same Trailer Different Park (2013) von Kacey Musgraves beteiligt, das den Grammy für das beste Country-Album gewann, sowie am Nachfolgewerk Pageant Material (2016). 2019 erhielt er einen weiteren Grammy für den Song Space Cowboy (Bester Country-Song).

## Creative Nation
2011 gründete Laird gemeinsam mit seiner Ehefrau Beth Laird das Musikverlagshaus Creative Nation. Das Unternehmen konzentriert sich auf die Förderung von Songwritern und Produzenten der Country-Szene, darunter Lori McKenna, Barry Dean und Steve Moakler, und kooperierte mit Verlagen wie Sony/ATV und Universal. Beth Laird übernahm die geschäftliche Leitung, während Luke sich auf das Songwriting konzentrierte.

## Auszeichnungen
- BMI Country Songwriter of the Year (2012)[20]
- ACM Songwriter of the Year (2015)[21]
- Grammy Award für Best Country Album (2014) und Best Country Song (2019)

## Privatleben
Luke Laird heiratete 2010 Beth Mason, die er 2005 bei BMG kennenlernte. Das Paar lebt mit seinen beiden Söhnen in Nashville. Während der COVID-19-Pandemie veröffentlichte die Familie unter dem Namen The Cool Chips ein gemeinsames Musikprojekt.